# Timo Wenzel
Timo Wenzel, född  30 november 1977 i Neu-Ulm, är en tysk fotbollsspelare (försvarare) som sedan 2012 spelar i SV Elversberg. Tidigare har han bland annat spelat i VfB Stuttgart och FC Kaiserslautern.